# المنصف شرف الدين
المنصف شرف الدين (6 يونيو 1928 - 15 أبريل 2022) هو ناقد وكاتب مسرحي تونسي.

## حياته
ولد بسوسة عام 1928 درس بمسقط رأسه ثم بالمدرسة الصادقية بتونس العاصمة، وتحول إثر ذلك إلى باريس حيث أحرز على الإجازة في اللغة والآداب من جامعة السوربون. التحق بعد عودته إلى تونس بقطاع الثقافة كما درّس لمدة 11 سنة بالمدرسة الصادقية.

## مسيرته
أدار المنصف شرف الدين جمعية المسرح الحديث بسوسة، وقام بالاقتباس والتمثيل والإخراج. وعين رئيسا لنادي السينما بسوسة، وبين أكتوبر 1964 و1967 ترأس مصلحة المسرح بوزارة الثقافة التونسية، ليعود إليها من جديد عام 1979 بعد فترة قضاها في التدريس في التعليم الثانوي. ثم عين متفقدا للشؤون الثقافية عام 1985. وكان ترأس في الأثناء مهرجان مسرح المغرب العربي وعين مساعدا للجنة الثقافية القومية.

## أعماله
كتب المنصف شرف الدين وأنتج العديد من المقالات والبرامج الإذاعية والتلفزية، ومن بينها برنامج «عالم السينما» و«حكايات زمان» لفائدة قناة حنبعل. وأسس في نوفمبر 1975 «مجلة فوروم» الثقافية والرياضية، ونشر حوالي عشرة كتب حول تاريخ المسرح التونسي، من بينها:
- تاريخ المسرح التونسي منذ نشأته إلى نهاية الحرب العالمية الأولى، وهو ما كتب في موضوعه وقد نشر عام 1972
- قرنان من المسرح التونسي
- خليفة السطنبولي: حياته وأعماله